# Tipula inusitata
Tipula inusitata är en tvåvingeart som beskrevs av Alexander 1949. Tipula inusitata ingår i släktet Tipula och familjen storharkrankar. Inga underarter finns listade i Catalogue of Life.